# 2004 HH79
2004 HH79 est un objet de la ceinture de Kuiper faisant partie des cubewanos.

## Caractéristiques
2004 HH79 mesure environ 180 kilomètres de diamètre.